# Organizacja wirtualna
Organizacja wirtualna – typ organizacji odchodzący od tradycyjnego dążenia do integracji procesów wewnątrz przedsiębiorstwa, a dążący do tworzenia luźnych związków podmiotów gospodarczych.
Organizacja wirtualna jest związkiem niezależnych organizacji gospodarczych tworzonym na zasadzie dobrowolności. Współpraca podmiotów w ramach organizacji wirtualnej może przebiegać na podstawie różnych typów umów wybranych przez uczestników organizacji. Organizacja wirtualna jest powoływana w celu wykorzystania konkretnej okazji rynkowej, więc z założenia czas jej trwania jest ograniczony.
Jest organizacją, w której każdy z podmiotów jest skupiony na jednym rodzaju działalności, w którym jest szczególnie biegły. Podstawą przynależności jest posiadanie zasobów (wiedzy, technologii, personelu, majątku) generujących wartość dodaną w procesie gospodarczym, do którego wykonywania organizacja wirtualna została powołana.
Nierzadko poszczególne podmioty należące do organizacji są rozproszone geograficznie. Komunikacja między podmiotami oparta jest na sieciach komputerowych. Ten typ organizacji umożliwia mniejszym firmom po połączeniu w sieć uzyskiwanie korzyści dostępnych wcześniej dla przedsiębiorstw większych.
Z punktu widzenia klienta organizacja wirtualna może być postrzegana jako jeden organizm gospodarczy, a nie zbiór mniejszych przedsiębiorstw.